# Pontaumur
 Pontaumur  là một xã có khoảng cách 41 km so với Clermont-Ferrand ở tỉnh Puy-de-Dôme trong vùng Auvergne-Rhône-Alpes miền trung nước Pháp. Xã này nằm ở khu vực có độ cao trung bình 536 mét trên mực nước biển.